# سیارک ۹۷۴۵
سیارک ۹۷۴۵ (به انگلیسی: 9745 Shinkenwada، نامگذاری:1988VY) نه هزار و هفتصد و چهل و پنجمین سیارک کشف شده‌است که در ۲ نوامبر ۱۹۸۸ کشف شد.